# 石田亜沙己
石田 亜沙己（いしだ あさみ、1990年2月2日 - ）は、競技麻雀のプロ雀士。愛知県日進市出身。日本プロ麻雀連盟所属、第29期生。同団体での段位は四段。

## 人物
- 過去「あさちび」の愛称で読者モデルやブロガー、また「N-GIRL[3]」という名古屋の地方アイドルとしても活動していた[1]。その傍らプロ雀士も目指していた。
- 同世代の女性に麻雀の面白さを広めるためにプロ雀士となる[4]。
- 2013年12月18日稼動開始のアーケードゲーム『麻雀格闘倶楽部 頂の陣』に新規参戦。
  - 翌2014年秋に行われた「日本プロ麻雀連盟 投票選抜戦2014 プロ雀士戦国時代」で女性部門（及び総合）8位となり[5]、次回作『麻雀格闘倶楽部 彩の華』のプロモーションビデオに起用された[6]。
- 明るい性格であり、趣味や必需品のほか「世界最後の日に何をするか」という問いに「おしゃべり」と答えるほどのしゃべり好きである。
- 夫は、同じ団体の猿川真寿[1]。2016年に第一子となる長男を出産。

## 主なタイトル
- 第4期Lady's麻雀グランプリ 後期リーグ戦（エンタメ～テレ）[1]

## 出演

### テレビ
- てんパイクイーン（2016年 - 、テレ朝チャンネル2）- シーズン1・シーズン3に出場

## 作品

### 一般DVD
- 麻雀女子会 Vol.2 熱海温泉編 和泉由希子・宮内こずえ・東城りお・石田亜沙己（2015年4月1日、日本コロムビア）

## 書籍

### 写真集
- 日本プロ麻雀連盟 女流プロ写真集 国士無双 和泉由希子・高宮まり・東城りお・宮内こずえ・石田亜沙己 ほか 全13名（2013年12月26日、竹書房）ISBN 978-4812497746